# Ajii Trimitias
Ajii Trimitias (gr. Άγιοι Τριμιθιάς) – wieś w Republice Cypryjskiej, w dystrykcie Nikozja. W 2011 roku liczyła 1529 mieszkańców.